# Costa Rica nos Jogos Olímpicos de Verão de 1996
A Costa Rica competiu nos Jogos Olímpicos de Verão de 1996 em Atlanta, nos Estados Unidos. A delegação foi composta por 11 desportistas.

## Medalhas
| Atleta       | Esporte | Evento               | Medalha |
| ------------ | ------- | -------------------- | ------- |
| Claudia Poll | Natação | 200 m livre feminino | Ouro    |

## Desempenho

### Atletismo
Masculino
| Atleta           | Evento   | Final   | Final |
| Atleta           | Evento   | Res.    | Pos.  |
| ---------------- | -------- | ------- | ----- |
| José Luis Molina | Maratona | 2:17:49 | 24º   |

Feminino
| Atleta        | Evento | Eliminatórias | Eliminatórias | Quartas-de-final | Quartas-de-final | Semifinais  | Semifinais  | Final       | Final       |
| Atleta        | Evento | Res.          | Pos.          | Res.             | Pos.             | Res.        | Pos.        | Res.        | Pos.        |
| ------------- | ------ | ------------- | ------------- | ---------------- | ---------------- | ----------- | ----------- | ----------- | ----------- |
| Zoila Stewart | 400 m  | 52.66         | 5º/bat. 7     | Não avançou      | Não avançou      | Não avançou | Não avançou | Não avançou | Não avançou |

### Canoagem slalom
Masculino
| Atleta         | Evento | Descida 1 | Descida 1 | Descida 1 | Descida 2 | Descida 2 | Descida 2 | Res.   | Pos. |
| Atleta         | Evento | Tempo     | Pontos    | Pen.      | Tempo     | Pontos    | Pen.      | Res.   | Pos. |
| -------------- | ------ | --------- | --------- | --------- | --------- | --------- | --------- | ------ | ---- |
| Roger Madrigal | K-1    | 2:55.34   | 180.34    | 5         | 2:44.97   | 219.97    | 55        | 180.34 | 39º  |

Feminino
| Atleta           | Evento | Descida 1 | Descida 1 | Descida 1 | Descida 2 | Descida 2 | Descida 2 | Res.   | Pos. |
| Atleta           | Evento | Tempo     | Pontos    | Pen.      | Tempo     | Pontos    | Pen.      | Res.   | Pos. |
| ---------------- | ------ | --------- | --------- | --------- | --------- | --------- | --------- | ------ | ---- |
| Gilda Montenegro | K-1    | 3:56.97   | 371.97    | 135       | 4:00.93   | 265.93    | 25        | 265.93 | 28º  |

### Ciclismo Mountain Bike
Masculino
| Atleta             | Evento        | Final   | Final |
| Atleta             | Evento        | Tempo   | Pos.  |
| ------------------ | ------------- | ------- | ----- |
| José Andrés Brenes | Cross-country | 2:25:51 | 6º    |

### Judô
Masculino
| Atleta      | Categoria | Pos. |
| ----------- | --------- | ---- |
| Henry Núñez | -71 kg    | =21º |
| Ronny Gómez | -95 kg    | =31º |

### Natação
Masculino
| Atleta             | Evento      | Eliminatórias | Eliminatórias | Final       | Final       |
| Atleta             | Evento      | Res.          | Pos.          | Res.        | Pos.        |
| ------------------ | ----------- | ------------- | ------------- | ----------- | ----------- |
| Juan José Madrigal | 100 m peito | 1:05.47       | 34º           | Não avançou | Não avançou |

Feminino
| Atleta       | Evento          | Eliminatórias | Eliminatórias | Final       | Final           |
| Atleta       | Evento          | Res.          | Pos.          | Res.        | Pos.            |
| ------------ | --------------- | ------------- | ------------- | ----------- | --------------- |
| Claudia Poll | 200 m livre     | 1:59.87       | 1º/bat. 5     | 1:58.16     | Medalha de ouro |
| Claudia Poll | 400 m livre     | 4:12.07       | 1º/bat. 3     | 4:10.00     | 5º              |
| Melissa Mata | 200 m borboleta | 2:23.89       | 33º           | Não avançou | Não avançou     |

### Saltos ornamentais
Feminino
| Atleta           | Evento          | Preliminar | Preliminar | Semifinal   | Semifinal   | Final       | Final       |
| Atleta           | Evento          | Pontos     | Pos.       | Pontos      | Pos.        | Pontos      | Pos.        |
| ---------------- | --------------- | ---------- | ---------- | ----------- | ----------- | ----------- | ----------- |
| Daphne Hernández | Trampolim 3 m   | 151,11     | 30º        | Não avançou | Não avançou | Não avançou | Não avançou |
| Daphne Hernández | Plataforma 10 m | 217,77     | 26º        | Não avançou | Não avançou | Não avançou | Não avançou |

Legenda
| Recorde mundial      | Recorde mundial (World record)               |                       | Recorde africano                      | Recorde africano (African) |                                           | Q | Classificado por posição (Qualified) |
| Recorde olímpico     | Recorde olímpico (Olympic record)            | Recorde da América    | Recorde da América (Americas)         | q                          | Classificado por melhor tempo (Qualified) |   |                                      |
| Melhor marca do ano  | Melhor marca do ano (World leading)          | Recorde asiático      | Recorde asiático (Asian)              | DNS                        | Não largou (Did not start)                |   |                                      |
| Recorde nacional     | Recorde nacional (National record)           | Recorde europeu       | Recorde europeu (European)            | DNF                        | Não terminou (Did not finish)             |   |                                      |
| Recorde pessoal      | Recorde pessoal do atleta (Personal best)    | Recorde da Oceania    | Recorde da Oceania (Oceania)          | DSQ / DQ                   | Desclassificado (Disqualified)            |   |                                      |
| Recorde da temporada | Recorde da temporada do atleta (Season best) | Recorde sul-americano | Recorde sul-americano (South America) | NM                         | Sem marca (No mark)                       |   |                                      |